# Železniční trať Sedlnice–Mošnov
Železniční trať Sedlnice–Mošnov (v jízdním řádu pro cestující je spolu s tratí Přerov–Bohumín uvedená v tabulce trati 271) je elektrizovaná regionální dráha v České republice. Odbočuje v Sedlnici ze železniční trati Studénka–Veřovice a vede do koncové stanice Mošnov, Ostrava Airport v sousedství Letiště Leoše Janáčka Ostrava. Z tratě odbočuje v obvodu stanice Sedlnice vlečka do kontejnerového terminálu Ostrava-Mošnov.

## Historie
Letiště Ostrava bylo původně postaveno jako vojenské a pro civilní účely se používá až od roku 1989. Od té doby jej postupně Moravskoslezský kraj proměnil na moderní regionální letiště. V průběhu strukturálních změn v regionu vznikl v blízkosti letiště také průmyslový park. Původně bylo letiště připojeno k provozu pouze po silnici, přičemž cesta autobusem z centra Ostravy na letiště trvá asi 30 minut.[zdroj?]

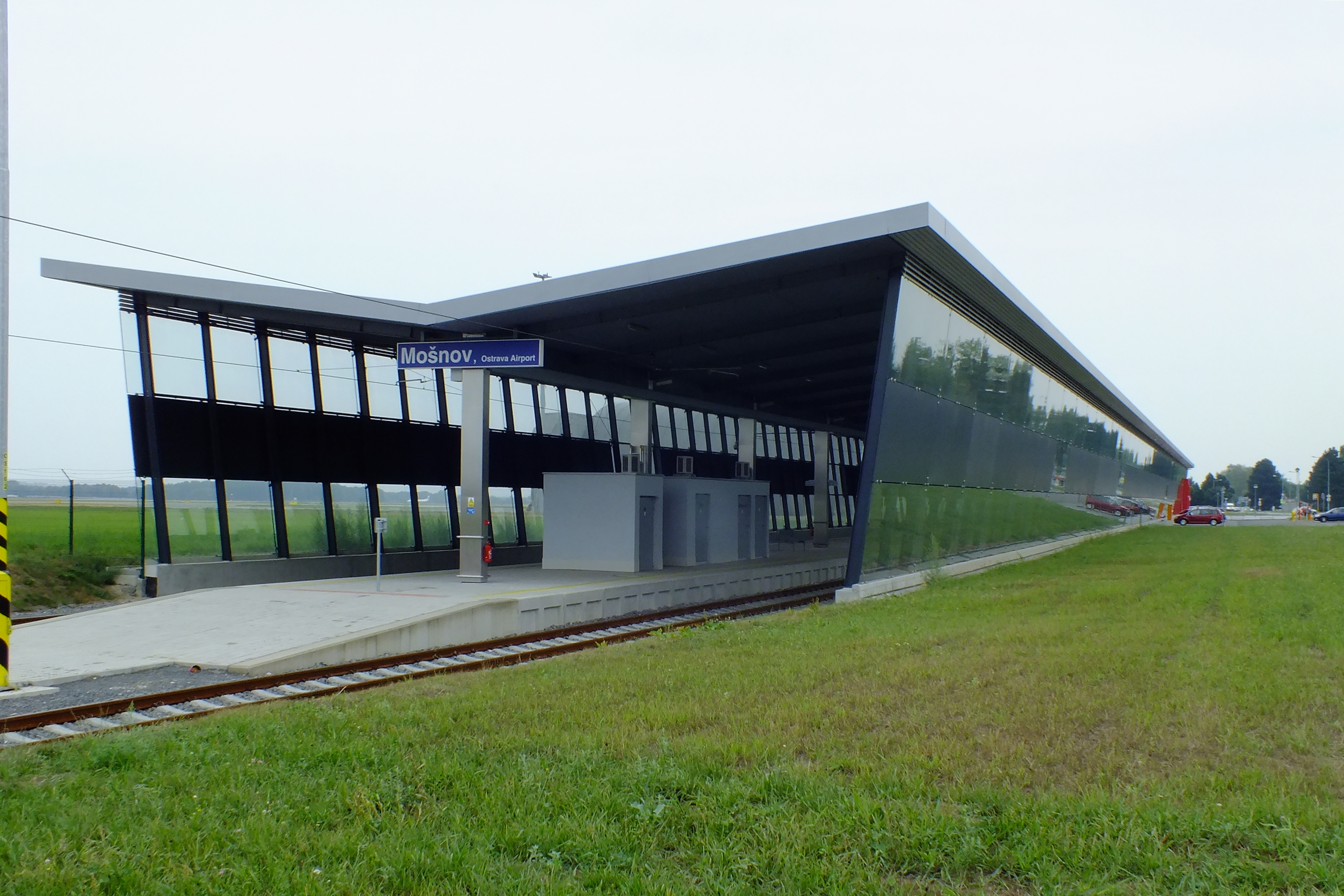
Železniční stanice Mošnov, Ostrava Airport (2015)

Cílem železnice je zlepšit dopravní spojení se samotným letištěm i se sousední průmyslovou zónou v Mošnově. Moravskoslezský kraj vybudoval v letech 2013 a 2014 novou železniční trať, která odbočuje z trati Studénka–Veřovice u Sedlnice a vede přímo k terminálu letiště. Moravskoslezský kraj investoval do dráhy celkem 580 milionů Kč, z toho 85 procent bylo financováno z rozvojového programu Evropské unie. Český stát investoval dalších 350 milionů Kč do modernizace a elektrizace úseku Studénka–Sedlnice.
Stavba byla slavnostně dokončena 16. prosince 2014, 13. dubna 2015 pak byla zahájena pravidelná osobní vlaková doprava. Linka S2 jezdila každé dvě hodiny na trase Mosty u Jablunkova – Český Těšín – Bohumín – Studénka – Mošnov, Ostrava Airport. Na této lince byly nejprve nasazovány dvoupatrové elektrické jednotky řady 471 „CityElefant“, později byly nahrazeny jednopodlažními elektrickými jednotkami řady 650 „RegioPanter“. V roce 2023 nahradila linku S2 linka S4 v trase Mošnov, Ostrava Airport – Studénka – Ostrava-Svinov – Ostrava hl. n. – Bohumín – Petrovice u Karviné. Od 15. prosince 2024 zde linku S4 doplňuje linka S8 v trase Ostrava střed — Jistebník – Studénka – Mošnov, Ostrava Airport – Kopřivnice – Veřovice, na nějž jsou nasazovány bateriové jednotky RegioPanter řady 690.[zdroj?]
14. srpna 2022 přijel po trati první vlak do kontejnerového terminálu Ostrava-Mošnov.